# مجلة فورتشن
مجلة فورتشن (بالأنجليزية Fortune Magazine) هي مجلة دولية، تصدر من أمريكا، تُعنى بقضايا المال والأعمال. تصدرها شركة تايمز الإعلامية. أنشئت سنة 1930 على يد مؤسس مجلة تايمز هنري لوس. تعد مجلة فورتشن من أكثر الإصدارات تأثيراً في العالم.
تصدر بشكل دوري أبحاث تعنى بترتيب الشركات 500 الأكبر في أمريكا من حيث رأس المال، والشركات 500 الأكبر في العالم، وكذا ترتيب النساء الأكثر تأثيراً.
تعد مجلة فوربس من أكبر منافسي مجلة فورتشن، خاصةً في الأبحاث التي تُعنى بترتيب الشركات.